# Coestrellas
Coestrellas (acrónimo de Colombianos de Estrellas[cita requerida]), fue una programadora y una productora colombiana que operó entre 1981 y 2003.

## Historia
Fundada el 1 de enero de 1981 por Jorge Ospina, Carlos "El Gordo" Benjumea, Gustavo Cárdenas Giraldo, Fernando González Pacheco y Bernardo Romero Pereiro. Participó por primera vez en una licitación en 1981. 
Al año siguiente, comenzó a producir el programa de variedades Sabariedades, el cual era transmitido desde el Teatro La Media Torta de Bogotá y era presentado por Fernando González Pacheco y Carlos Benjumea. Durante un tiempo fue su programa más popular, al mismo tiempo que era su fuente de ingresos.
En los años posteriores, produjo, entre otras, la serie de Dejémonos de Vainas (1984-1998) y, en 1993, los dramatizados nacionales en la noche de los martes como Señora Isabel y La fuerza del poder.
En 2001, en medio de la crisis de las programadoras, Coestrellas fue obligada a someterse a ley de bancarrota. Finalizó sus labores en junio de 2003, siendo una de las últimas programadoras en cerrar durante la crisis de las programadoras. Los archivos materiales y audiovisuales de la antigua programadora fueron cedidos a la RTVC Sistema de Medios Públicos a través de Señal Memoria.

## Producciones

### Telenovelas
- Copas amargas (1996)
- Geminis (1996)
- Sueños y espejos (1995)
- Amor, Amor (1994)
- Señora Isabel (1993-1994)
- La fuerza del poder (1993)
- La quinta hoja del trebol (1992)
- Los de al lado
- El club de los cuidapalos
- Don Camilo (1988)
- Extorsion (1988)
- Dejémonos de Vainas (1984-1998)

### Programas
- Charlas con Pacheco
- Pacheco, El Gordo y...
- Pacheco insólito
- Sabariedades
- Siga la pista
- Cuentos y leyendas
- Telecirco
- Compre la orquesta

### Transmisiones deportivas
- Copa Libertadores de 1997 (en alianza con DFL Televisión)[cita requerida]